# هاشم‌خان
هاشم‌خان فیلمی به کارگردانی محمد زرین‌دست محصول سال ۱۳۴۵ است. فیلمنامه این فیلم حاصل همکاری محمدعلی زرندی و ل لریش است و محمد زرین‌دست بازنویسی کرده است. این فیلم دومین تجربه کارگردانی محمد زرین‌دست بعد از کارگردانی فیلم خانه‌ی شنی (۱۳۴۱) در آمریکا بود.
هاشم خان اولین محصول استودیو مولن روژ بود ولی در نهایت فروش قابل توجهی نداشت  هاشم‌خان با نامهای مختلفی از جمله Appointment in Esfahan، Amore e Sangue a Esfahan  یا Todesfalle Esfahan در دنیا به نمایش درآمد.
بر اساس پوسترهای فیلم و عنوان‌بندی نسخه‌های غیرفارسی، امتیاز این فیلم در انحصار Grunfilms-Italia بوده و همچینین Berthy Films یکی دیگر از پخش‌کننده‌های فیلم بوده است.

## خلاصه داستان
علی در یک ادارهٔ اطلاعاتی در بخش دولتی کار می‌کند. همکار او میکروفیلم طرح بهره‌برداری از چاه‌های جدید نفت را در اختیار آدم‌های هاشم خان قرار می‌دهد تا به دست نیروهای بیگانه برسانند. آدم‌های هاشم خان پس از تحویل گرفتن میکروفیلم همکار علی را می‌کشند. علی رد پای ربایندگان میکروفیلم را پیدا می‌کند و میکروفیلم را از آن‌ها پس می‌گیرد. افراد هاشم همسر علی، مینا را به گروگان می‌گیرند تا علی را تحت فشار قرار دهند. علی برای آزاد کردن همسرش تلاش می‌کند، اما افراد هاشم خان او را دستگیر می‌کنند و برای به دست آوردن میکروفیلم شکنجه می‌دهند. مردمی که از زورگویی‌های هاشم خان به خشم آمده‌اند علیه او می‌شورند و علی را نجات می‌دهند، و هاشم خان به دست علی کشته می‌شود.

## بازیگران

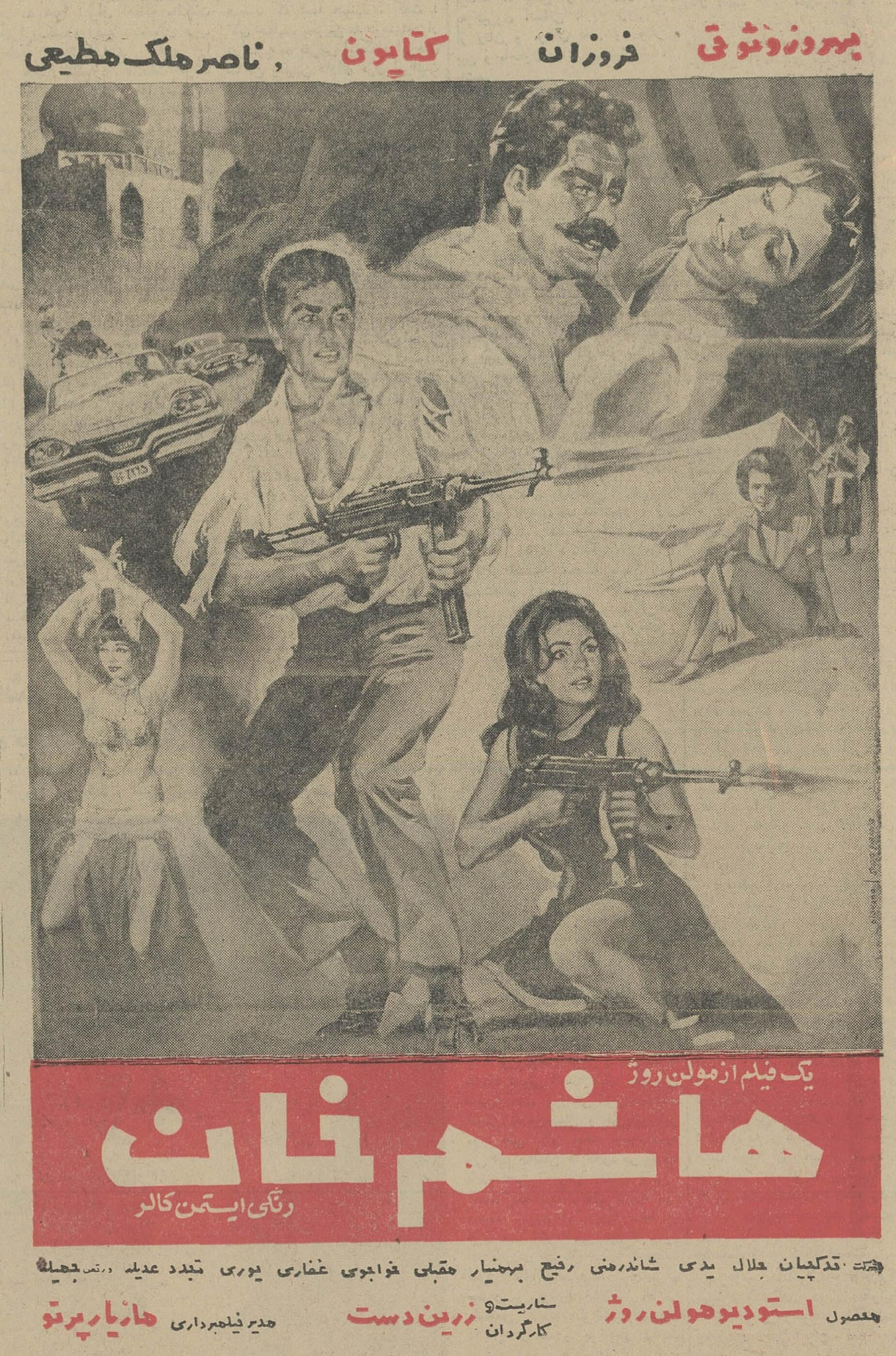
تبلیغ نمایش نخست فیلم هاشم‌خان در روزنامه‌ی اطلاعات ۲۰ مهر ۱۳۴۵

اسامی بازیگران فیلم هاشم‌خان به شکل* و ترتیب نمایش در تبلیغات رسانه‌ای فیلم: 
1. فروزان در نقش مینا
2. بهروز وثوقی در نقش علی
3. کتایون [امیرابراهیمی] به نقش ژاله
4. ناصر ملک مطیعی
5. جلال [پیشواییان]
6. یدی (یدالله محمدی‌نژاد)
7. [سیروس] شاندرمنی
8. رفیع [مددکار]
9. [احمد] قدکچیان به نقش استاد
10. [غلامحسین] بهمنیار به نقش راننده
11. [عزت‌الله] مقبلی
12. [اکبر] خواجوی
13. [حسن] غفاری
14. یوری
15. [میرمحمد] تجدد
16. عدیله [اشراق]
17. جمیله
18. هژیر داریوش (در تبلیغات نیامده است)

* اسامی داخل کروشه و پرانتز در عنوان بندی و یا پوستر درج نشده‌اند، به معنی که این بازیگران در زمان خود به این نامها شهرت داشته‌اند

## نمایش فیلم
فیلم هاشم‌خان برای بار نخست در تاریخ چهارشنبه ۲۰ مهر ۱۳۴۵ خورشیدی در ۱۰ سینما در تهران و همزمان در شهرستانها به نمایش درآمد.  این فیلم جایگزین فیلم فرانسوی «مردی از مراکش» (به فرانسوی: L'Homme de Marrakech) در گروه سینمایی مولن‌روژ شد.
سینماهای نمایش‌دهنده فیلم هاشم خان در تهران، در گروه سینمایی مولن‌روژ شامل ۹ سینمای مولن‌روژ، دیانا، مهتاب، حافظ،‌ کریستال، برلیان، اسکار، زهره، آستارا و الوند بودند. 
سینماهای نمایش‌دهنده فیلم هاشم‌خان در شهرستانها شامل متروپل و کریستال در مشهد، پرسپولیس در شیراز،  سپاهان در اصفهان، آسیا و کریستال در تبریز، سینما مولن‌روژ در رشت و سینما دیانا در کرمانشاه بودند. 
فیلم هاشم‌خان پس از دو هفته نمایش در گروه سینمایی مولن‌روژ در تهران، در تاریخ چهارشنبه ۴ آبان ۱۳۴۵، جای خود را به فیلم «استاسیون شماره ۳» در این گروه سینمایی داد . نمایش فیلم هاشم‌خان  برای یک هفته در سینماهای کریستال و برلیان و بعد از آن نمایش آن، در سینماهای برلیان و زهره برای نمایش در هفته‌ی سوم و چهارم ادامه یافت. 

## عوامل فیلم
گروه تهیه و تولید
- تهیه كننده: مصطفی اخوان
- تهیه كننده: مرتضی اخوان
- مدیر تهیه: حسن درگزنی (شریفی)

گروه فیلمبرداری
- مدیر فیلمبرداری: مازیار پرتو
- دستیار فیلمبردار: اصغر چگینی
- دستیار فیلمبردار: حسن درگزنی (شریفی)
- دستیار فیلمبردار: حسین كمالی
- دستیار فیلمبردار: محمود نوربخش
- عكاس: واهاک وارطانیان

## موسیقی فیلم
اطلاعات خاصی در مورد موسیقی فیلم منتتشر نشده ولی ۲ ترانه با صدای رامش از این فیلم بر روی صفحه ۴۵دور منتشر شده است: 
1. گرفتارم: آهنگساز: جعفر پورهاشمی، ترانه‌سرا: جعفر پورهاشمی، نشر نغمه‌ها، به شماره کاتالوگ NE 815 و شماره قالب 3058-A
2. دیگر چه میخواهی: آهنگساز: جواد لشکری، ترانه‌سرا: سیمین بهبهانی، نشر نغمه‌ها، به شماره کاتالوگ NE 816 و شماره قالب 3058-B و همچنین نشر رویال به شماره کاتالوگ RT-1200 و شماره قالب AJ-2459

## اسامی عوامل فیلم در نسخه‌های پخش شده در خارج از ایران
به دلایلی تصمیم بر این بوده است که نام بیشتر عوامل فیلم را به شکلی تغییر دهند:
Burt miller بجای بهروز وثوقی، Suzanne West بجای فروزان، Caty taylor بجای کتایون امیرابراهیمی، Nasser malek بجای ناصر ملک‌مطیعی، Tony Zarindast بجای محمد زرین‌دست، Ely Sarandi بجای محمدعلی زرندی، همچنین به نظر می رسد ل. لریش وجود خارجی ندارد.